# Câble 1
Le Câble 1, anciennement Câble A et Câble A-Téléval,, est un projet de transport par câble, dans le sud-est de la région parisienne, reliant la station Pointe du Lac, terminus de la ligne 8 du métro à Créteil, à Bois Matar à Villeneuve-Saint-Georges, dans le Val-de-Marne. Son ouverture, prévue initialement à l'horizon 2020-2022 a été repoussée à l’horizon 2025.
Le constructeur retenu après appel d'offres est Doppelmayr France, société basée à Modane en Savoie, filiale du groupe autrichien Doppelmayr - Garaventa. L'appareil prendra la forme d'un téléporté, de type télécabine à attaches débrayables, avec cabines fermées de 10 places assises. Ces cabines seront de type CWA Omega V, de dernière génération.

Plan de la ligne.

## Histoire

### Les origines

Logo du Câble 1.

Le principe d'une liaison par un système de transport à câbles est ancien dans ce secteur.
Dès 1989, la Régie autonome des transports parisiens (RATP) mène une étude de faisabilité de la desserte du sud de Créteil par un système de cabines automatiques sur rails SK afin de rabattre les usagers vers la ligne 8 du métro parisien à Créteil - Préfecture. La ligne, qui aurait compté trois stations le long de l'actuelle RD1, ne vit jamais le jour. Le prolongement de la ligne 8 à la station Pointe du Lac, approuvé le 20 septembre 2006 et effectif depuis le 8 octobre 2011, ouvre les perspectives de créer un lien vers les communes proches de Limeil-Brévannes, Valenton et Villeneuve-Saint-Georges.
En 2008, Joseph Rossignol, conseiller général du Val-de-Marne et maire de Limeil-Brévannes, propose le projet métrocâble.
En juillet 2009, la Communauté d'agglomération Plaine centrale du Val-de-Marne reconnaît ce projet d'intérêt communautaire.
En 2010, l'idée de prolonger le métrocâble au quartier du Bois Matar à Villeneuve-Saint-Georges est lancée.
Début 2011, le Syndicat des transports d'Île-de-France, actuel IDFM, est saisi pour confirmer et étudier l'opportunité du projet.
Au printemps 2012, le  STIF décide le lancement d'une étude comparative entre plusieurs modes de transport, dont une télécabine, assurant la desserte du plateau de Limeil-Brévannes. Une présentation du projet est réalisée auprès de la population dans les mairies en septembre 2013 et est suivie d'un débat public en octobre de la même année.
En mars 2014, le conseil du STIF approuve une convention de financement de 3 M€ entre la région Île-de-France (70 %), le conseil général du Val-de-Marne (30 %) et le STIF pour réaliser les études nécessaires à la réalisation du projet (réalisation du DOCP, de la concertation préalable, du schéma de principe et de l’enquête publique).
À la suite d'interrogations sur la station Émile Zola et la liaison entre les stations Émile Combes et Bois Matar, le projet sera soumis à une concertation préalable durant l'automne 2016.

### Vers un projet définitif
Le 12 juillet 2016, cette télécabine, appelée auparavant « Téléval », est désignée sous le nom de « Câble A ». Une concertation publique a eu lieu du 26 septembre au 28 octobre 2016. Courant 2017, des études complémentaires doivent être entreprises. En 2018, le tracé n'est toujours pas fixé.
L'enquête publique se déroule du 25 mars au 11 mai 2019,. Le 30 juin 2019, la Commission d’enquête indépendante a rendu cinq avis favorables : quatre pour la mise en compatibilité des plans locaux d’urbanisme et un autre pour l’intérêt général du projet. Il est déclaré d'utilité publique le 22 octobre 2019.
Fin 2020 une convention est signé entre les partenaires publics du projet. Le financement sera assuré à 21 % par l'État, à 49 % par la région Île-de-France et à 30 % par le département du Val-de-Marne. Île-de-France Mobilités financera les télécabines et les coûts d'exploitation de la ligne, comme elle le fait pour les autres lignes ferrées ou routières de transports en commun de la région.

### Choix du constructeur

Reproduction de la cabine CWA Omega V en livrée Île-de-France Mobilités.

Le 30 mars 2021, Île-de-France Mobilités annonce que la société savoyarde Doppelmayr France, filiale du groupe autrichien Doppelmayr - Garaventa est pressentie pour l’attribution du marché public de conception, réalisation et maintenance de cette liaison par câble.
Île-de-France Mobilités signe le 7 mai 2021 un contrat de 110 millions d'euros pour la conception, la réalisation et la maintenance de la télécabine avec un consortium mené par Doppelmayr avec Spie Batignolles, France Travaux, Egis Rail et Atelier Schall.
L'appareil sera équipé de cabines fermées de type CWA Omega V de dernière génération. Ces cabines, d'une capacité de 10 places assises disposées sous la forme de deux fois cinq places assises individuelles amovibles face-à-face, pourront être accessibles aux personnes à mobilité réduite. Elles seront en outre équipées d'options adaptées à l'exploitation en milieu urbain, parmi lesquelles :
- éclairage LED pour l'exploitation de nuit ;
- système de vidéo-surveillance ;
- alarme et haut-parleur pour communiquer avec l'opérateur ;
- matériel d'évacuation en cas de panne ;
- équipement Wi-Fi.

### Travaux

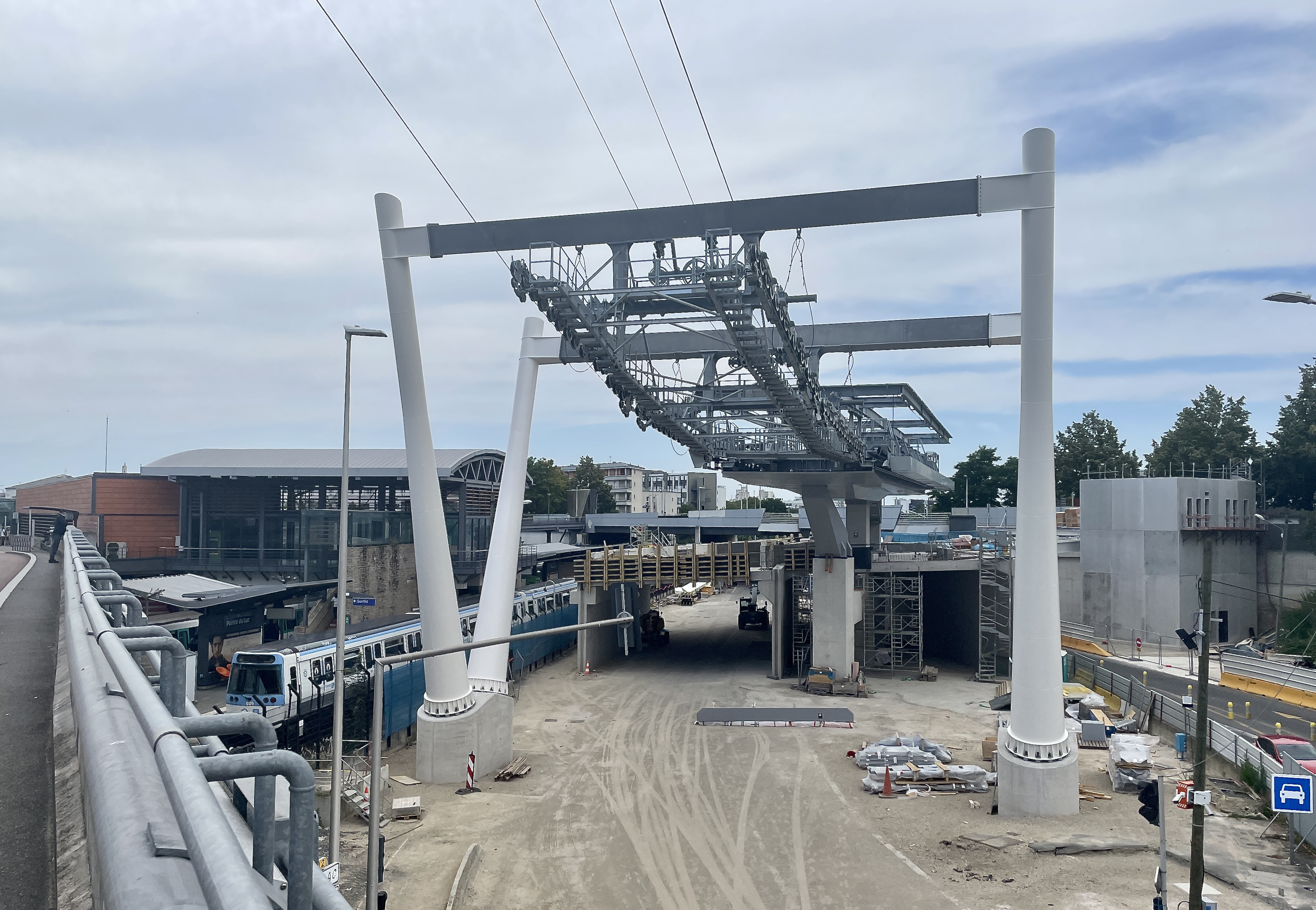
Travaux de la future station Pointe du Lac à Créteil en juin 2024.

Le 26 septembre 2022, les travaux préparatoires commencent à Créteil avant de se généraliser sur les autres secteurs,.
Le 19 octobre 2023, le premier des trente pylônes est posé. Le septième et plus haut pylône avec ses 55 mètres a été posé le 20 décembre 2023 à Valenton, les autres seront posés d'ici au printemps 2024.
En septembre 2024, des premiers tests avec quatre cabines ont lieu.
Le 26 juin 2025, les dernières cabines sont livrés, constituant un parc de 105 cabines.

## Choix technologique
La ligne ferroviaire de Grande Ceinture ainsi que la route nationale 406 constituent des barrières physiques entre le sud de Créteil et les villes en lisière du plateau de Villeneuve-Saint-Georges pour un système au sol.
Pour franchir ces coupures majeures, une solution de transport par câble de type télécabine urbaine a été proposée par la ville de Limeil-Brévannes. Cette technologie est la seule capable de franchir ces coupures sans ouvrages d'art (pont, tunnel, viaduc). Elle s'inspire des réalisations récentes de La Paz - El Alto, Medellín, Caracas, etc.
Le transport par câble est officiellement encouragé par l'État d'après la loi Grenelle I, selon un amendement dont l'exposé des motifs stipule : « Le transport par câble est le mode de transport le plus sûr au monde et son coût d'infrastructure est largement inférieur à celui des autres modes de transport collectifs. Il présente par ailleurs l'avantage d'avoir très peu de frottement et de consommer peu d'énergie. Il est en ce sens un mode de transport vertueux qu'il faut favoriser dans notre pays ».
Automatique et électrique, ce mode n'émet pas directement de gaz à effet de serre. Sans motorisation embarquée, les véhicules n'émettent pas de nuisances sonores.
Ce mode de transport devrait permettre d'améliorer la desserte entre Limeil-Brévannes, Valenton, Villeneuve-Saint-Georges et Créteil, qui, en 2023, est uniquement assurée par les lignes du réseau de bus Marne et Seine. Ces lignes de bus empruntent des axes routiers particulièrement congestionnés comme la route nationale 6 à Villeneuve-Saint-Georges et la route départementale 101 dans la traversée de Limeil-Brévannes ce qui dégrade leurs performances.

## Tracé et stations

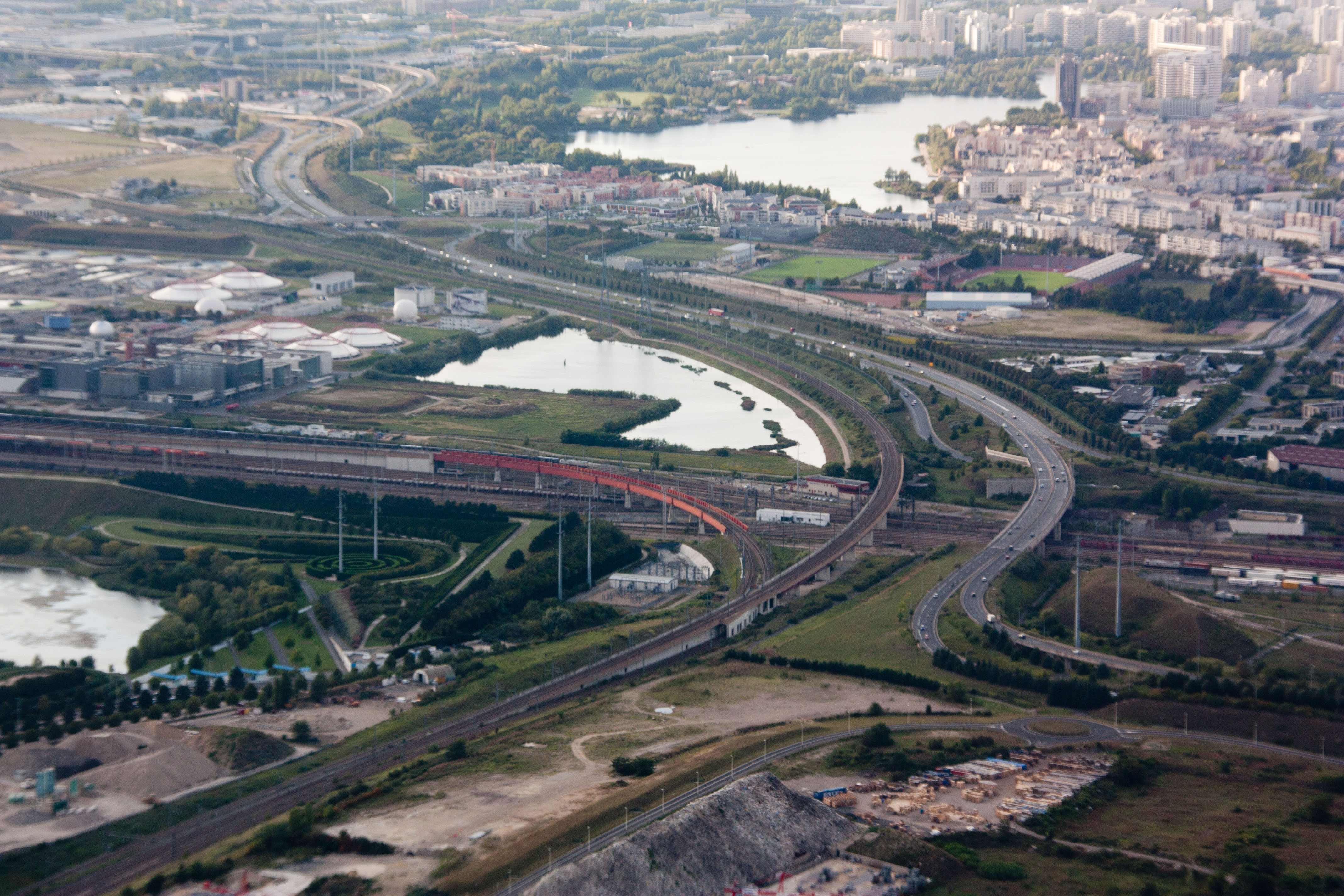
Vue aérienne au-dessus de Limeil-Brévannes en direction du nord-ouest de la ligne de la grande ceinture de Paris et la route nationale 406 qui constituent les coupures majeures que doit franchir le Câble 1.

### Tracé
Le Câble 1 reliera le Bois Matar à la station de métro Pointe du Lac en quatorze minutes, soit un gain de temps important par rapport aux bus et à l'automobile. Il permettra de desservir notamment le quartier des Temps Durables, le parc départemental de la Plage Bleue, les zones urbaines sensibles de Saint-Martin, du quartier d'Île-de-France, des Polognes et du Bois Matar.
À la station Pointe du Lac, le téléphérique offrira des possibilités de correspondances importantes avec notamment la ligne 8 du métro et la ligne de bus RATP 393, cette dernière permet de rejoindre en quelques minutes la gare de Créteil-Pompadour sur la ligne D du RER.

### Liste des stations
Le Câble 1 desservira cinq stations, dont les noms finaux sont annoncés le 9 octobre 2023 :
|  |   |  | Station                              | Lat/Long                    | Zone | Communes                 | Correspondances |
|  | - |  | ------------------------------------ | --------------------------- | ---- | ------------------------ | --------------- |
|  | ■ |  | Pointe du Lac                        | 48° 46′ 08″ N, 2° 27′ 53″ E | 3    | Créteil                  | 393             |
|  | • |  | Limeil-Brévannes Plage Bleue         | 48° 45′ 10″ N, 2° 28′ 19″ E | 4    | Limeil-Brévannes         |                 |
|  | • |  | Valenton Le Château                  | 48° 44′ 55″ N, 2° 28′ 23″ E | 4    | Valenton                 |                 |
|  | • |  | La Végétale La Fontaine Saint-Martin | 48° 44′ 29″ N, 2° 28′ 49″ E | 4    | Limeil-Brévannes         |                 |
|  | ■ |  | Villa Nova                           | 48° 44′ 07″ N, 2° 27′ 56″ E | 4    | Villeneuve-Saint-Georges |                 |

(Les stations en gras servent de départ ou de terminus à certaines missions)

### Présentation des stations
- Station Pointe du Lac :

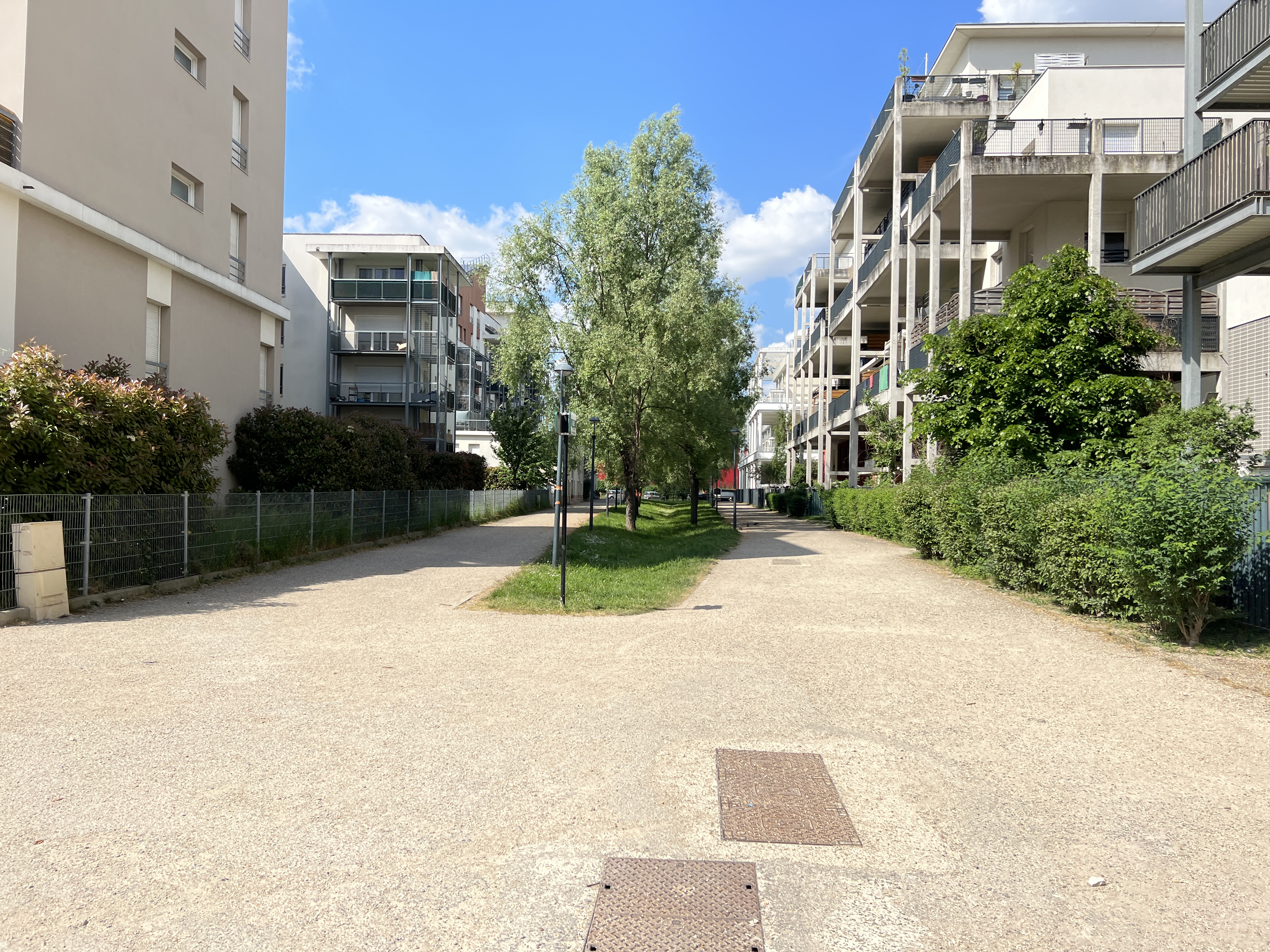
L'allée Federico Garcia Lorca dans le quartier des Temps Durables.

Cette station sera en correspondance avec la ligne 8 du métro et avec la ligne de bus à haut niveau de service 393.
- Station Limeil-Brévannes :

Située à proximité de la RD 110 à Limeil-Brévannes, cette station pourra desservir la ZAC de la Ballastière Sud qui accueille l'éco-quartier des Temps Durables et ses 3 000 nouveaux habitants. Bien que située à Limeil-Brévannes, cette station renforcera l'accessibilité du parc départemental de la Plage Bleue de Valenton.
- Station Valenton :

Elle est proposée en option en septembre 2013 lors du débat public. Située à proximité de l'intersection de la ruelle de Paris et de la RD 229 à Limeil-Brévannes, cette station pourra desservir le quartier Saint-Martin et le bas de la ville de Valenton. Cette station est proposée car un changement de direction est nécessaire à cet endroit sur le tracé de la ligne, et que le téléphérique se déplace en ligne droite.
- Station La Végétale :

Cette station sera à proximité du stade Paul-Vaillant-Couturier à Limeil-Brévannes, à la jonction de la RD 204 sur la RD 136. Elle assurera la desserte des ensembles pavillonnaires alentour et des zones urbaines sensibles de Saint-Martin et du quartier d'Île-de-France. Une station en correspondance de la ligne 18 est envisagée dans le cadre de son prolongement à Boissy-Saint-Léger d'ici 2040.
- Station Villa Nova :

Proposée en 2010 sous le nom d’Émile Combes, elle sera à côté de l'école Anne Sylvestre sur la RD 136. Cette station desservira le quartier du Bois Matar à Villeneuve-Saint-Georges, le collège Pierre-Brossolette, le lycée François-Arago et les 7 000 habitants du secteur.
Elle offrira un trajet direct entre Créteil et ce quartier, sans correspondances dans Limeil-Brévannes comme c'est le cas actuellement avec le réseau de bus.

Stations de la ligne (en construction)
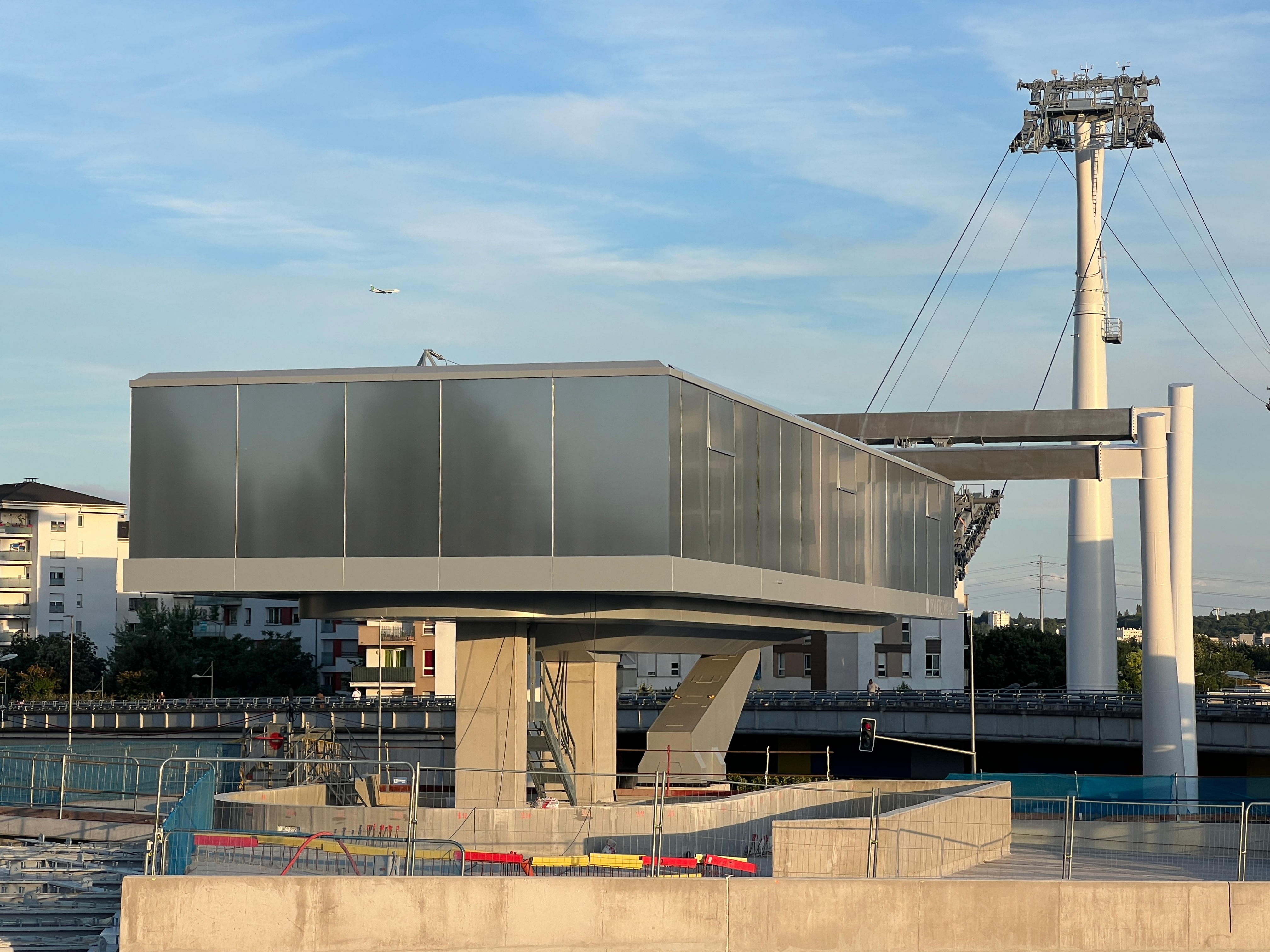
Pointe du Lac
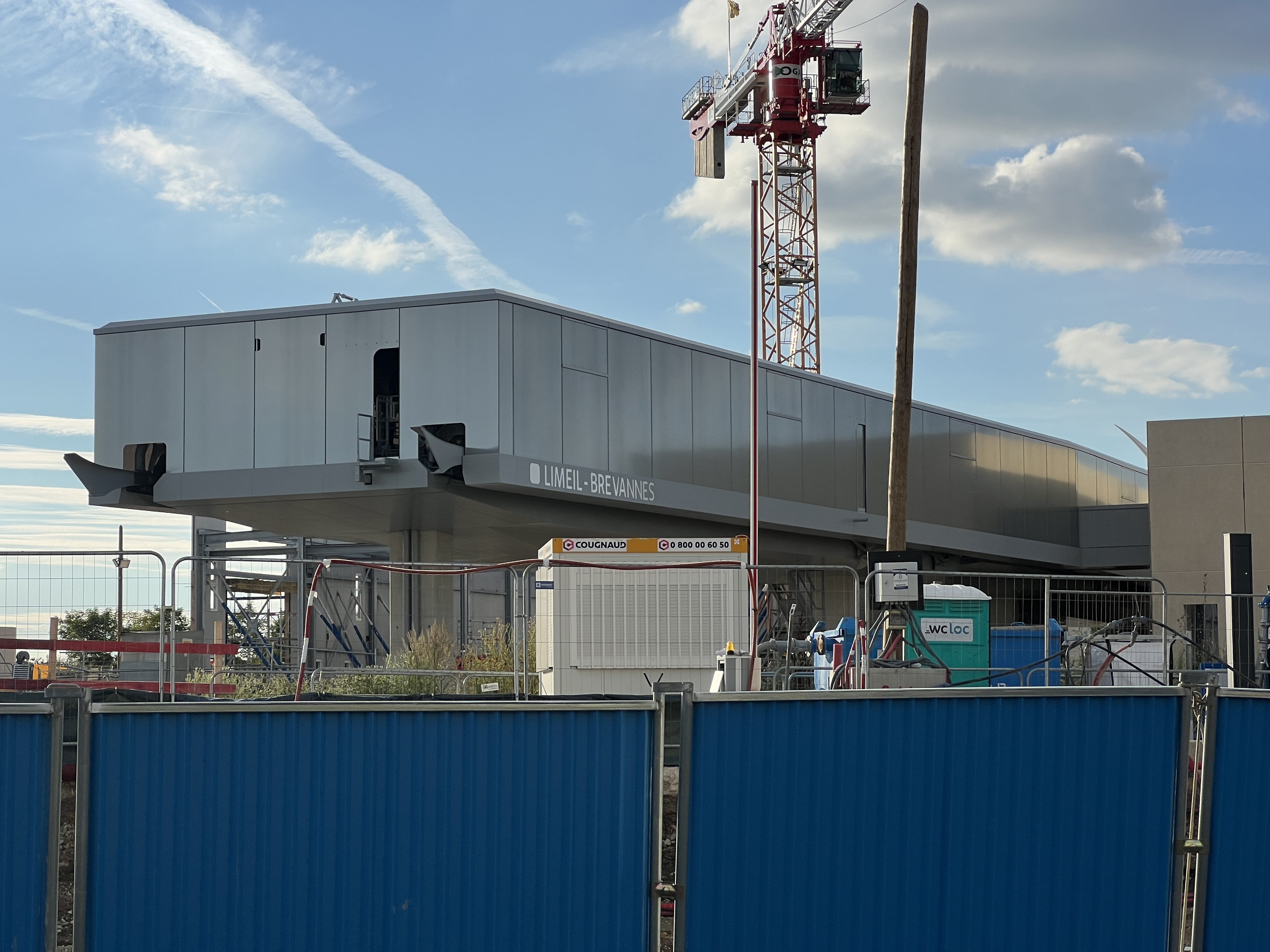
Limeil-Brévannes
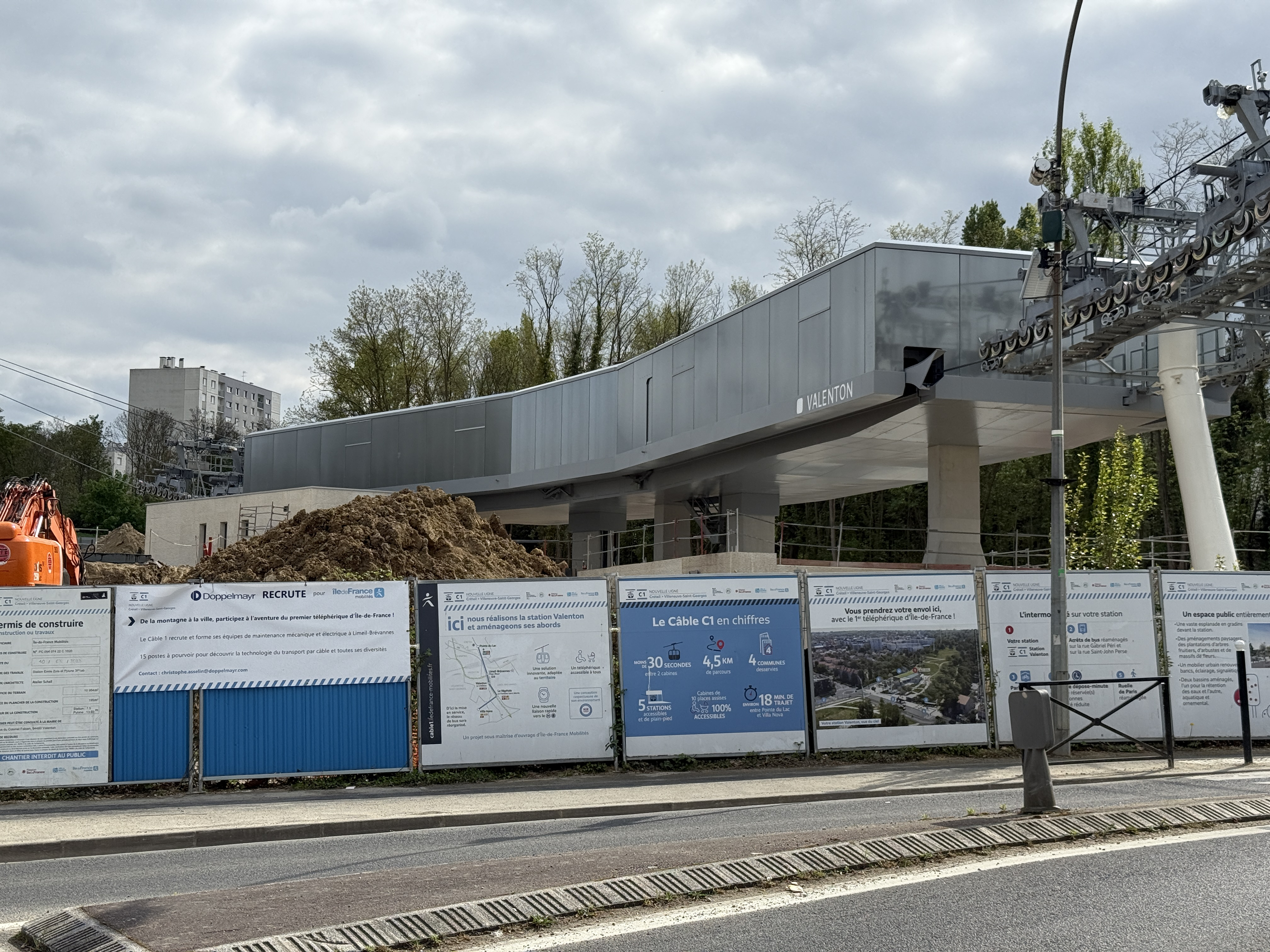
Valenton
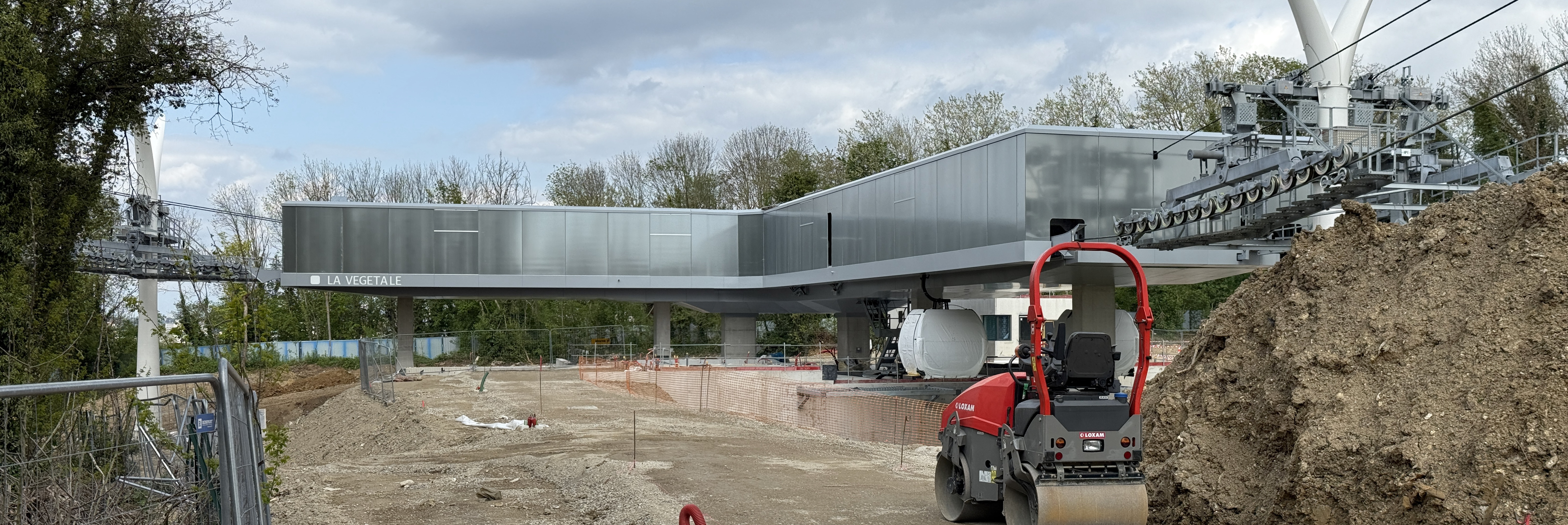
La Végétale
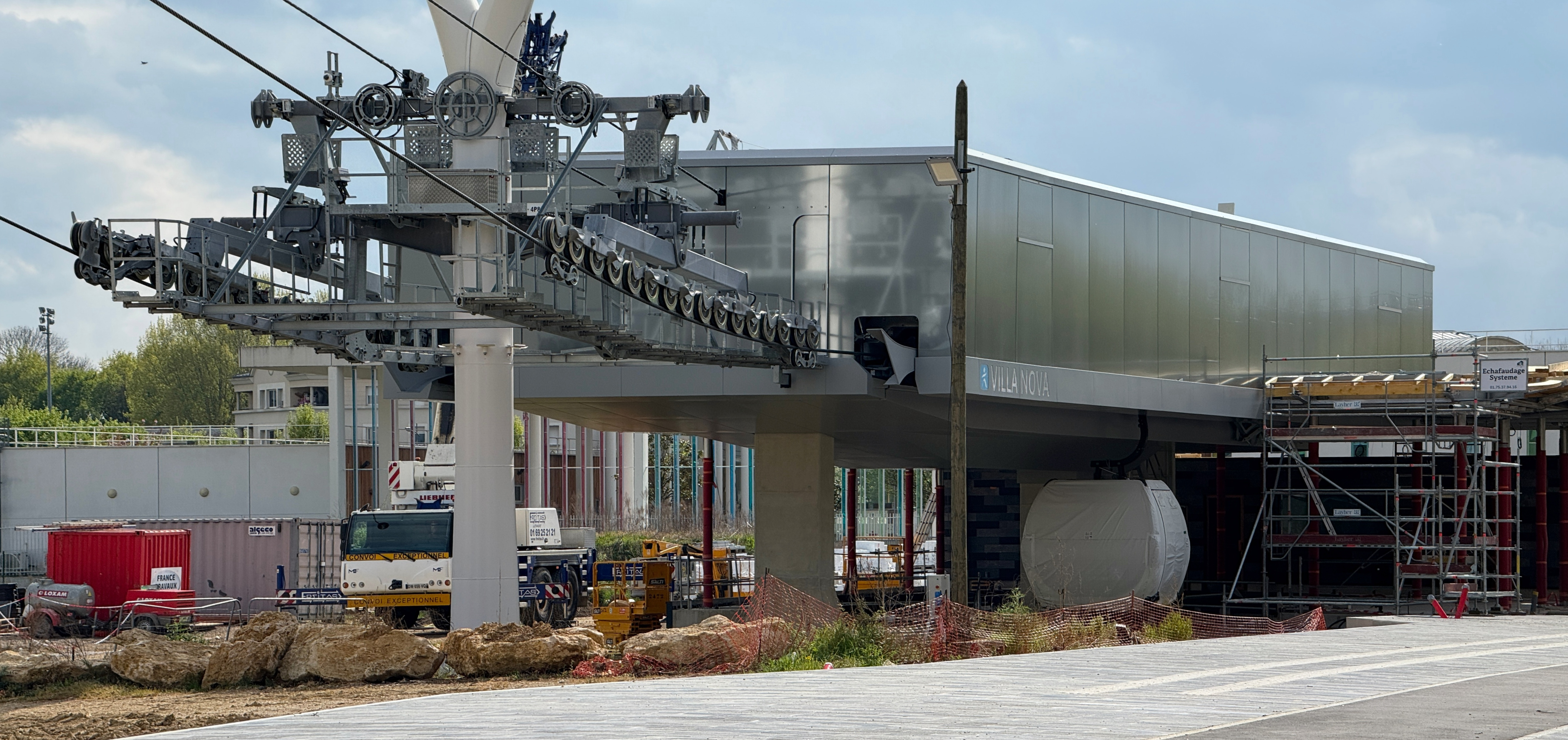
Villa Nova

## Exploitation
Le Câble 1 sera exploité sous la forme d'une ligne de transport urbain par câble, qui devrait transporter chaque jour plus de 12 000 voyageurs. Le 7 décembre 2022, l'exploitation est attribuée à Transdev, via la filiale Transdev Coteaux de la Marne qui exploite aussi le réseau de bus Marne et Seine.

## Coût
À la suite du conseil d'administration d'Île-de-France Mobilités du 8 octobre 2020, la répartition du coût des études, des acquisitions foncières et des travaux est la suivante : 26,25 millions d'euros pour l'État, 61,25 millions d'euros pour la région Île-de-France et 37,5 millions d'euros pour le département du Val-de-Marne, soit 125 millions d'euros hors taxes.